# Filippo Marchetti
Filippo Marchetti, född den 26 februari 1831 i Bolognola, död den 18 januari 1902 i Rom, var en italiensk operakompositör.
Marchetti rönte framgång med några närmast i Verdis stil hållna operor, som röjer en viss förkärlek för materiella effekter: Gentile de Varano (1856), Romeo e Giulietta (1865), Ruy Bias (1869) och Don Giovanni d'Austria (1880). Han skrev även operan Gustavo Vasa (1875). Marchetti var från 1881 president för Ceciliaakademien i Rom.

## Fotnoter
1. 1 2  SNAC, SNAC Ark-ID: w641788z, läs online, läst: 9 oktober 2017.[källa från Wikidata]
2. 1 2  International Music Score Library Project, IMSLP-ID: Category:Marchetti,_Filippo, läst: 9 oktober 2017.[källa från Wikidata]
3. 1 2 3 4 5  arkiv Storico Ricordi, Archivio Storico Ricordi person-ID: 766, läst: 3 december 2020.[källa från Wikidata]